# Pedro Weingärtner

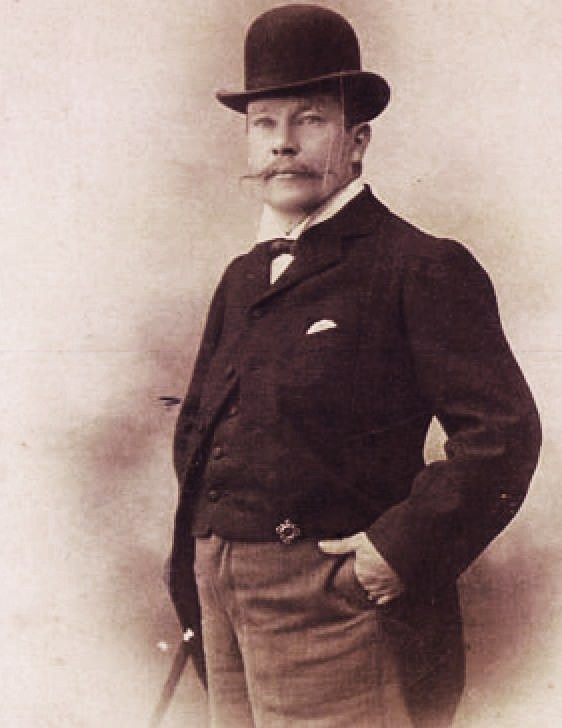
Porträtfoto von Weingärtner

Pedro Weingärtner (* 26. Juli 1853 in Porto Alegre; † 26. Dezember 1929 ebenda) war ein brasilianischer Maler, Zeichner und Graveur.
Als Sohn deutscher Einwanderer wurde er wahrscheinlich durch seinen Vater, der ein Amateurzeichner war, in die Kunst eingeführt. Mit 24 Jahren beschloss er, sich der Malerei zu widmen, und reiste auf eigene Faust nach Europa, um dort zu studieren. Nach einiger Zeit erhielt er Unterstützung vom brasilianischen Kaiser Peter II. Er verbrachte mehrere Jahre an renommierten Akademien und erhielt Anleitung von angesehenen Lehrern. Nach Abschluss seiner Ausbildung richtete er ein Atelier in Rom ein, reiste jedoch häufig nach Brasilien, wo er viele Ausstellungen organisierte und Berühmtheit erlangte. Er galt als einer der besten aktiven brasilianischen Maler. In seinen späteren Jahren ließ er sich in Porto Alegre nieder, sah sich jedoch der Konkurrenz von Malern der neuen Generation gegenüber, die dem modernistischen Stil zugeneigt waren.

## Lebensgeschichte

### Frühe Jahre
Er war der Sohn der deutschen Einwanderer Inácio Weingärtner und Angélica Schäfer. Sein Vater schätzte die Kunst und zeichnete als Amateur, wodurch er seine Vorliebe an seine fünf Söhne und zwei Töchter weitergab. Seine Brüder Inácio Junior, Miguel und Jacob nahmen die Kunst ernst und widmeten sich der Lithografie. Mit großer Wahrscheinlichkeit wurde Pedro von Inácio Junior in die grafischen Künste eingeführt. Inácio Junior, der acht Jahre älter war, hatte bei einem angesehenen in Porto Alegre ansässigen deutschen Lithografen namens Augusto Lanzac von Chanac studiert und später seine eigene Grafikwerkstatt eröffnet, die in der Stadt bekannt wurde und eine Vielzahl von Illustrationen und Drucken produzierte, einschließlich Porträts und Stadtbildern. Der Schriftsteller Walter Spalding erwähnte auf Grundlage von Informationen, die von der Witwe des Malers übermittelt wurden, dass er Zeichenunterricht von Araújo Guerra, einem talentierten portugiesischen Karikaturisten, erhalten haben könnte. Dies erscheint jedoch unwahrscheinlich, da es nur Aufzeichnungen von dessen Anwesenheit in der Stadt ab 1880 gibt. Der Journalist und Schriftsteller Aquiles Estaco Porto-Alegre sagte, dass Pedro das Atelier des Malers Delfim da Câmara besucht habe, aber es ist nicht bekannt, ob er als Lehrling dort war oder nur als einfacher Besucher.
Nach dem Tod seines Vaters im Jahr 1867 musste er eine Arbeit finden, um seiner zahlreichen Familie zu helfen. Er bekam eine Stelle bei Ferragem Rech und gewann durch sein Engagement das Vertrauen seines Chefs und begann ein hohes Gehalt zu verdienen. Doch die Arbeitszeiten waren lang und ließen ihm kaum Raum, seine künstlerischen Fähigkeiten auszuüben, außer nachts, wenn er Schlafstunden opferte. Angelo Guido, sein erster und wichtigster Biograf, sagte, dass er diese Arbeit verabscheute und deshalb im Jahr 1877 schwer erkrankte. Er zog aufs Land, wo er unter der Pflege seiner besorgten Familie in wenigen Monaten seine Gesundheit wiedererlangte, indem er sich die ganze Zeit dem Zeichnen und Malen widmete. Später würde er anerkennen, dass die Krankheit ihm auf göttliche Weise geholfen hatte, seine wahre Berufung eindeutig zu erkennen.

### Studien in Europa
Am 12. Februar 1878 brach er trotz starker familiärer Widerstände und unter Einsatz seiner Ersparnisse nach Europa auf, um eine akademische Ausbildung an der Hochschule für bildende Künste in Hamburg zu erhalten. Er blieb jedoch nicht dort, sondern reiste im Oktober des gleichen Jahres nach Karlsruhe, um an der Großherzoglich Badischen Kunstakademie unter der Leitung von Ferdinand Keller zu studieren. An dieser angesehenen Schule studierte er unter Theodor Poeckh und möglicherweise auch unter Ernst Hildebrand und wurde wahrscheinlich auch von Keller beeinflusst. Ein von der Schule ausgestelltes Teilnahmezertifikat bescheinigt ihm „viele Fortschritte“.
Nachdem Hildebrand 1880 nach Berlin umgezogen war, verließ er die Schule und folgte ihm dorthin, um sich am 12. Oktober an der Preußischen Akademie der Künste einzuschreiben, wo er seine Ausbildung in Ölmalerei begann. Seine ersten Landschaften stammen aus dieser Zeit, und seine Fortschritte waren bereits signifikant genug, um einige Werke auf der Brasilianisch-Deutschen Ausstellung in Porto Alegre ausstellen zu können. Der Einfluss seiner deutschen Lehrer zeigt sich in seiner Liebe zum Detail, seiner Miniaturmalerei und seinem Engagement für die damals beliebte Genremalerei mit einem realistischen Stil und einer poetisch-sentimentalen Thematik des Volksalltags. Andere Maler, die möglicherweise Spuren in seinem Werk hinterlassen haben könnten, waren die deutschen Romantiker des frühen 19. Jahrhunderts wie Adrian Ludwig Richter und Ferdinand Waldmüller sowie seine Zeitgenossen wie Hans Thoma, Carl Theodor von Piloty, Franz von Defregger, Max Liebermann und Emil Jakob Schindler.
Zu diesem Zeitpunkt begann seine finanzielle Situation schwierig zu werden, seine Ersparnisse waren aufgebraucht und offenbar war die Familie nicht in der Lage, ihm zu helfen. Ohne sich selbst versorgen zu können, entschied er sich, eine Anstellung als Fotograf zu suchen und die Malerei aufzugeben. Diese Situation änderte sich vorübergehend durch eine kleine Pension, die ihm von seinen brasilianischen Freunden Martin Bromberg, Jacob Koch und Bartolomeu Sesiani angeboten wurde, wohlhabenden Händlern, die zufällig auf Reisen waren und ihm unter die Arme griffen. Mit dieser Hilfe konnte er sein Studium fortsetzen.

### Ruhm
1884 nahm er an seiner ersten Ausstellung an der Kaiserlichen Akademie der Schönen Künste in Rio de Janeiro teil. Er schickte zwei Porträts ein, eines von Fray Caetano de Troyana und ein weiteres von Kaiser Wilhelm I. von Deutschland, sowie fünf Kopfstudien, die er in Berlin angefertigt hatte. Obwohl diese Ausstellung ihm nicht viel Bekanntheit einbrachte, rechtfertigten sie zumindest seine finanzielle Unterstützung in den Augen der brasilianischen Regierung.
Im darauf folgenden Jahr unternahm er eine Reise durch Tirol und ließ sich in Mayrhofen nieder, wo er experimentell Werke im impressionistischen Stil mit lokalen Landschaften schuf. Letztendlich entschied er sich jedoch bewusst, seiner akademischen Neigung treu zu bleiben und betonte den realistischen Charakter seiner Kompositionen. Anschließend besuchte er München, zu der Zeit das dynamischste Zentrum der deutschen Kultur, und nahm Unterricht bei Carl Piloty.
Als sein Pensionsvertrag es zuließ, verließ er Deutschland und reiste 1886 nach Rom. Dort eröffnete er in der Villa Strohl-Fern ein Atelier. Das Haus beherbergte Mietwerkstätten und Studios, die von vielen Künstlern besucht wurden, darunter einige, die später Berühmtheit erlangten, wie Iliá Repin, Emil Fuchs und Mijaíl Vrúbel.
Weil er nach vielen Jahren im Ausland nach Brasilien zurückkehren wollte, bat er den Kaiser um Erlaubnis für einen sechsmonatigen Besuch seines Heimatlandes. Er kam im August 1887 in Porto Alegre an und wurde mit einer Feier auf einem Boot voller Freunde und Bewunderer empfangen. Obwohl er eigentlich Urlaub machte, malte er mehrere Porträts, die einen sehr positiven Eindruck hinterließen. Er zeigte auch Werke, die er aus Europa mitgebracht hatte, und erhielt schnell Anerkennung sowohl von Kritikern als auch vom Publikum. In kurzer Zeit wurde er Gegenstand verschiedener Artikel in der Presse. Danach verließ er Porto Alegre im November in Richtung Rio de Janeiro, wo er im Februar 1888 seine erste Einzelausstellung mit zehn Werken präsentierte. Der Kunstkritiker Oscar Guanabarino betrachtete ihn als den herausragendsten Maler Brasiliens. Während seines Aufenthalts in der Stadt besuchte er den Kaiser, um ihm für seine Unterstützung zu danken. Bei diesem Treffen zeigte der Monarch seine Bewunderung für das Gemälde „Direitos documentados“, das er auf einem mitgebrachten Foto des Künstlers sah. Als er erfuhr, dass das Werk als Geschenk aus Europa gesendet worden war, jedoch nie in seinen Besitz gelangte, weil es im Zoll festgehalten und schließlich versteigert worden war, machte sich Weingärtner daran, das Gemälde ausfindig zu machen und es zurückzuerlangen. Dieser Fall wurde in den Medien breit diskutiert und lockte zusätzliche Besucher zur laufenden Ausstellung an.
Nach seinem Urlaub kehrte er nach Rom zurück, wo er eine besonders fruchtbare Phase seiner Karriere begann. Er arbeitete unermüdlich und besuchte historische und künstlerische Sehenswürdigkeiten wie Ruinen, Museen und Denkmäler. Besonders fasziniert war er vom einnehmenden Flair von Pompeji und Herculaneum, was seine Liebe zur Antike vertiefte und ihm ein neues Repertoire an Motiven und formalen Modellen eröffnete. Obwohl Rom zu dieser Zeit nicht mehr das Zentrum der europäischen künstlerischen Avantgarde war, wie es über Jahrhunderte gewesen war, blieb es ein bedeutendes kulturelles Zentrum und wurde von anderen wichtigen brasilianischen Künstlern in Ausbildung bevorzugt, wie Zeferino da Costa und Henrique Bernardelli, mit denen er in Kontakt stand. Dort könnte er auch Einflüsse der realistischen Akademiker Giacomo Favretto, Nino Costa (aus der Gruppe In Arte Libertas) und insbesondere von Domenico Morelli, zu dieser Zeit der prominenteste Vertreter dieser Schule in Italien, erhalten haben. Sein Studio, so wie es der Künstler und Kunstkritiker Adalberto Pinto de Mattos (Ercole Cremona) beschrieb, „war ein wahres Sammelsurium von künstlerischen Dingen, die methodisch angeordnet waren; seltene Tierfelle aus fernen Ländern verliehen der Umgebung eine nostalgische Note... In diesem Umfeld lebte der Maler und arbeitete von Sonnenaufgang bis Sonnenuntergang.“ Er verbrachte die Sommer in Anticoli Corrado, in Begleitung seines Freundes, des spanischen Malers Mariano Barbasán, und genoss die leuchtende und farbenfrohe Landschaft der Region. Diese zeigte sich in mehreren Werken mit einem freieren Design und lebhafteren Farben, wo scheinbar die reine Materialität der Malerei mehr geschätzt wurde. Bis 1920 pendelte er zwischen Italien und Brasilien, unternahm viele Reisen und organisierte zahlreiche Einzel- und Gruppenausstellungen. Seine Werke wurden im Allgemeinen gut verkauft, manchmal wurden sogar die gesamten Sammlungen seiner Einzelausstellungen verkauft.
1891, nach seiner Rückkehr nach Brasilien, wurde er als Lehrer für figuratives Zeichnen an der Escola Nacional de Belas Artes in Rio de Janeiro eingestellt. Während seiner Urlaube im Süden vertiefte er sein Interesse an den typischen Aspekten der deutschen und italienischen Siedlungsregionen, die er bereits einige Jahre zuvor in Europa begonnen hatte zu erforschen. Zu dieser Zeit entstanden Werke wie „Tempora mutantur“ (1889), „Chegou tarde!“ (1890), „Fios emaranhados“ (1892) und „Kerb“ (1892). Im Jahr 1893, als er seinen Posten an der Escola Nacional niederlegte, wurde er in die brasilianische Delegation für die Weltausstellung in Chicago aufgenommen. Er unternahm eine Reise durch das Landesinnere von Rio Grande do Sul und Santa Catarina, dokumentierte die Föderalistische Revolution und sammelte Material für eine Serie von Werken, die der Gaucho-Thematik gewidmet waren und einen prominenten Platz in seiner späteren Produktion einnehmen sollten.
Im Jahr 1896 befand er sich erneut in Italien und verlegte sein Atelier zur Associazione Artistica Internazionale in der Via Margutta, einer Akademie, die brasilianische Künstler anzog und auch viele andere bedeutende ausländische Künstler wie Mariano Fortuny, Arnold Böcklin und Franz von Lenbach anzog. Dieser Ort fungierte auch als eine Art sozialer Treffpunkt, an dem Veranstaltungen und Feste organisiert wurden. Die dynamische Gruppe, die diesen Ort frequentierte, dürfte Weingärtner beeinflusst haben. Dort erhielt er eine besondere Einladung, um im Salon der Escola Nacional auszustellen, die vom Obersten Rat für Bildende Künste der Republik Brasilien veranstaltet wurde. Nur drei weitere Künstler erhielten eine ähnliche Auszeichnung: der Brasilianer Zeferino da Costa sowie die Franzosen Puvis de Chavannes und Auguste Rodin - ein Hinweis auf das Ansehen, das er genoss. Ähnlich war es auch in Italien, wo er die Anerkennung des römischen Adels und sogar des Papstes Leo XIII. gewonnen hatte. Sein Atelier wurde zu einem Treffpunkt für Persönlichkeiten; der brasilianische Präsident Campos Sales gehörte zu den Besuchern, wenn er sich in der italienischen Hauptstadt aufhielt.
1897 erfuhr er vom Tod seiner Mutter. Zwischen diesem Jahr und 1898 führte er zwei seiner am meisten gefeierten Ausstellungen in Porto Alegre durch, bei einer dieser Ausstellungen verkaufte er das Werk „Tempora mutantur“ an die Regierung, das dann im Hauptsaal des Palacio Piratini aufgestellt wurde. Er nahm an der Weltausstellung in Paris im Jahr 1900 teil und kehrte im selben Jahr nach Brasilien zurück. Er malte Porträts in Porto Alegre und hatte seine erste Ausstellung in São Paulo, die eine ausgezeichnete Resonanz erhielt. Drei Werke wurden von Campos Sales erworben, um sie dem argentinischen Präsidenten Julio Roca während seines offiziellen Besuchs anzubieten. Die Zeitung Correio Paulistano lobte seine Vorstellungskraft als „kraftvoll und brillant“, unter anderem, berichtete aber auch, dass einige Modernisten begannen, ihn als „verschwommenen Konventionalisten“ zu kritisieren. Im März 1902 reiste er erneut nach Rom für eine weitere Arbeitsperiode, schickte aber regelmäßig Leinwände nach Brasilien. In dieser Zeit begann er wahrscheinlich seine Serie von Metallgravuren und war einer der ersten Brasilianer, die sich dieser Technik widmeten.
Er kehrte 1905 nach Porto Alegre zurück, um sich von Überarbeitung zu erholen, und ging 1906 erneut nach Italien. Im Jahr 1909 sah er sich einer unerwarteten Welle scharfer Kritik gegenüber, als er sein Gemälde „Rodeio“ präsentierte, das vom Publikum in Porto Alegre als Verfälschung der wahren Merkmale der Gauchos angesehen wurde. Dies war ein isolierter Vorfall in seiner Karriere, der ihn jedoch ziemlich erschütterte. Auf Rat von Joaquim Nabuco, mit dem er befreundet war, reiste er zu dieser Zeit nach Portugal, wo er in malerischen Landschaften die Hoffnung hatte, den bedauerlichen Vorfall zu vergessen - anscheinend mit gutem Erfolg, da seine portugiesischen Werke lebhafte Farben und eine bukolische Atmosphäre aufweisen.
1910, während seiner Reise in den Süden, machte er einen Zwischenstopp in São Paulo, wo er eine weitere bedeutende Ausstellung mit rund fünfzig Leinwänden veranstaltete - viele davon mit portugiesischer Thematik. Diese Ausstellung wurde von Kritikern und Sammlern sehr enthusiastisch aufgenommen, die alle Gemälde erwarben. Unter ihnen befand sich „A fazedora de anjos“, das für Aufsehen sorgte und von der Pinacoteca do Estado de São Paulo erworben wurde, obwohl es ein düsteres und untypisches Thema in seinem Werk behandelte: Kindesmord.

Im Jahr 1911 kam Pedro Weingärtner in Porto Alegre an und heiratete Elisabeth Schmitt, die er 1892 kennengelernt hatte. Der Künstler sagte, dass er erst zu diesem Zeitpunkt, als er über eine stabile und komfortable finanzielle Situation verfügte, sich sicher genug fühlte, um diese große Verantwortung zu übernehmen. Im folgenden Jahr kehrte er nach São Paulo zurück, um 46 Gemälde auszustellen. Im Jahr 1912 befand er sich erneut in seinem Atelier in Rom, verweilte dort jedoch nicht lange. Angelo Guido sagte, der Maler befinde sich in einer Krise:
„Er war an einem dieser kritischen Punkte im Leben des Künstlers angelangt, die, obwohl sie eine Zeit der Fülle bedeuten können, gleichzeitig die Unmöglichkeit bedeuten können, weiter voranzukommen oder den Aufstieg fortzusetzen.“
Tatsächlich kehrte er 1913 nach Brasilien zurück. Während seines Aufenthalts in Rio de Janeiro stellte er mehrere Werke aus, die eine ausgezeichnete Resonanz erzielten. In Porto Alegre war er an der Gründung des Centro Artístico beteiligt, einer Vereinigung, die darauf abzielte, die Wertschätzung für die Kunst im Bundesstaat zu fördern. Sechs Monate nach seiner Rückkehr präsentierte er auf einer Ausstellung des Zentrums 33 neue Gemälde, die die Gewohnheiten und typischen Figuren des Staates darstellten. Diesmal konzentrierte er sich auf die „gaudérios do pampa“ (Gauchos), ein bisher unveröffentlichtes Thema in der brasilianischen Malerei, und verkaufte fünfzehn Gemälde. Dennoch gab er andere Themen, die er zuvor geschätzt hatte, nicht auf. Im Jahr 1920 verließ er Europa endgültig und ließ sich dauerhaft in der Hauptstadt des Staates Rio Grande do Sul nieder.

### Letzte Jahre
Weingärtner richtete ein Atelier in seinem Haus ein und trotz seines fortgeschrittenen Alters fühlte er sich immer noch energiegeladen, indem er seine künstlerische Produktion in einem intensiven Tempo fortsetzte. Er arbeitete an verschiedenen Themen, legte jedoch in diesem Stadium besonderen Wert auf Landschaften und porträtierte die Szenarien verschiedener Orte im Bundesstaat. Er setzte regelmäßig seine Ausstellungen in Porto Alegre und im Zentrum des Landes fort und wurde wie immer positiv aufgenommen. Doch allmählich spürte er die Last der Jahre. Er begann einige motorische Schwierigkeiten zu erleben und sein Sehvermögen schwächte sich ab; er reiste kaum noch.29
Im Jahr 1925, immer noch seiner akademischen Ästhetik treu, veranstaltete er seine letzte Ausstellung in Porto Alegre, die jedoch wenig Anklang fand. Die Zeiten änderten sich; ein neues Modell der Zivilisation und Kultur entstand, und sein Stil klang bereits nach Anachronismus. Danach wurde Weingärtner nicht mehr in der Öffentlichkeit gesehen. Im Jahr 1927 erlitt er einen Schlaganfall, der ihn halbseitig lähmte und seine geistige Klarheit und Erinnerungsfähigkeit schwer beeinträchtigte. Er starb schließlich am 26. Dezember 1929.

## Kontext

### Der europäische Akademismus und sein Einfluss in Brasilien
Das Werk von Pedro Weingärtner fügt sich perfekt in das Panorama der brasilianischen Malerei des späten 19. Jahrhunderts ein. Diese Szene war geprägt von den Konventionen des Akademismus, der in dieser Zeit eine eklektische Mischung aus neoklassischen, romantischen, naturalistischen und realistischen Tendenzen darstellte. Das dynamische Zentrum der nationalen Malerei war die Kaiserliche Akademie der Schönen Künste, die vom Kaiser selbst als bedeutender Akteur in seinem nationalistischen Programm zur Modernisierung und Vereinheitlichung Brasiliens im Rahmen einer angemessenen Einbindung in die neue internationale kapitalistische Ordnung gefördert wurde. Nach der Gründung der Republik wurde diese Institution ohne wesentliche Änderungen restrukturiert und zur Nationalen Schule der Schönen Künste.
An diesen Einrichtungen unterrichteten viele der herausragendsten Maler und verbreiteten ein ästhetisches und pädagogisches Modell, das das gesamte Land beeinflusste und die Gründung mehrerer regionaler Akademien inspirierte, wie zum Beispiel das Freie Institut der Schönen Künste in Porto Alegre.
Obwohl die Kaiserliche Akademie regelmäßig mit Krisen aufgrund fehlender Bedingungen für ihren vollen Betrieb und zahlreicher interner Meinungsverschiedenheiten zu kämpfen hatte, setzte sie bis zum Ende des 19. Jahrhunderts Maßstäbe für das Beste der in Brasilien produzierten Kunst. Sie legte einen besonderen Schwerpunkt auf die Malerei im Vergleich zu anderen Kunstformen, bildete eine Sammlung, die heute das Nationalmuseum der Schönen Künste und andere Institutionen schmückt, schuf eine solide theoretische Basis und ein pädagogisches System, das den neuen Zeiten angemessen war, und half dabei, einen Markt zu formen. Ihre Nachfolgerin, die Nationale Schule, war mindestens bis in die 1930er Jahre starken Einfluss und vergrößerten Kreis, der viele nationale und ausländische Künstler sowie Kunstliebhaber umfasste.
Die Tatsache, dass Weingärtner kein Student an der Kaiserlichen Akademie war, ist irrelevant für das Verständnis seiner Werke und seine Einbindung in das brasilianische Kunstleben, da die Akademien, an denen er in Europa studierte, in derselben Linie arbeiteten und die Institution genau nach dem importierten Modell gegründet wurde. Er nahm an zahlreichen allgemeinen Klassen der beiden Akademien teil und unterrichtete sogar in der zweiten Klasse Zeichnen, was nur seine perfekte Anpassung an das nationale System und die ideologische Identität zwischen brasilianischen und ausländischen Schulen bestätigt.
Die Akademien boten eine hochwertige, systematische und professionelle Ausbildung mit starkem Fokus auf technischer Perfektion und einer korrekten Darstellung von Natur und menschlicher Figur, die mehrere Jahre vorbereitender Studien erforderte, um sich zu qualifizieren. In der akademischen Disziplin war die Beherrschung der Zeichenkunst grundlegend und bildete den Ausgangspunkt für jede Arbeit in den verschiedenen Techniken der visuellen Künste. Obwohl keine Details darüber bekannt sind, wie er sich ausbildete oder wie er als Zeichenlehrer an der Nationalen Schule abschnitt (Angelo Guido erwähnt das Thema nur kurz und sagt nur, dass er seine Pflichten erfüllte und die Arbeit nicht mochte, und Athos Damasceno erwähnt nur, dass er „kompetent und einfühlsam“ war), überlebt das Lehrprogramm, das er unterrichtete, und ermöglicht es, das akademische System zu verstehen, in dem er selbst seine Ausbildung erhielt.
Für die Malerei war auch das perfekte Beherrschen der Techniken der Perspektive, der Farbtheorie, der Eigenschaften von Pigmenten und ihrem Verhalten in Kombination, der Regeln der Komposition sowie ein tiefes Verständnis der menschlichen und tierischen Anatomie von wesentlicher Bedeutung. Es war auch wichtig, dass der Künstler eine solide Grundlage in Religion, Geschichte – insbesondere der Antike und ihrer Mythen – sowie in Kunstgeschichte besaß, Kenntnisse, die äußerst nützlich für eine kohärente und überzeugende Darstellung der jeweiligen Themen sein würden, und um seine Gelehrsamkeit zu demonstrieren. All diese Themen wurden in Theorie und Praxis studiert. Das Kopieren von Werken berühmter Meister war ein untrennbarer Bestandteil der Kurse in fortgeschrittenen Stadien, um ein gutes Gespür für den Stil zu entwickeln und technische Kompetenz zu zeigen.
Die Notwendigkeit einer naturalistischen Darstellung war jedoch mit idealistischen Konventionen verbunden, die von den berühmten Meistern der klassischen Tradition inspiriert waren, als eine Möglichkeit, die Kontinuität einer verehrten kulturellen Linie zu sichern, die sich während der Renaissance formalisiert hatte, aber tatsächlich bis auf das Bildungssystem des antiken Griechenlands, bekannt als Paideia, zurückgeht. Im Akademismus waren die Überzeugungen, dass Kunst durch Unterricht vermittelt werden kann – daher die Wertschätzung für die Tradition – und dass Talent ohne disziplinierte, rationale und methodische Ausbildung nicht weit führt, von grundlegender Bedeutung. In diesem Wertesystem hatte die individuelle kreative Freiheit nicht so viel Gewicht wie später beim Modernismus. Vor allem wurde die Autorität der Lehrer geschätzt, und es wurde angestrebt, eine unpersönliche und funktionale Kunst zu produzieren, die Werte von gemeinsamem Interesse zum Ausdruck bringt und die neben einem ästhetischen Charakter auch eine ethische Grundlage und pädagogische Zielsetzung hatte. Obwohl die Akademien im Laufe ihrer Geschichte zahlreiche Kritiken erhalten haben, waren sie zweifellos der wichtigste Faktor bei der Strukturierung des gesamten künstlerischen Systems des modernen Westens; sie erhielten staatliche Unterstützung und fungierten als Institutionen, die nicht nur künstlerische, sondern auch politische, kulturelle und soziale Ideale der herrschenden Klassen zementierten und bewahrten. Es ist nicht verwunderlich, dass Akademiker wiederholt als konservativ und konventionell betrachtet wurden, manchmal sogar als elitäre und rückwärtsgewandte Tyrannen, von den aufkommenden Avantgarden, die oft außerhalb der offiziellen Institutionen gedeihten, kritisiert wurden.
Als Weingärtner nach Europa ging, befand sich dieses formalistische und idealistische Modell in einer Krise, obwohl es zu dieser Zeit seinen Höhepunkt erreichte, indem es sich in Europa und Amerika ausbreitete und sogar begann, Kulturen außerhalb des Westens zu beeinflussen. An diesem Punkt, mit dem schnellen Aufstieg der Mittelschicht als Kunstkonsummarkt, wurden Freiheiten in Bezug auf die starre Orthodoxie immer häufiger, sowohl in Themen als auch in Form und Technik, um den eklektischen und weniger gebildeten Geschmack eines neuen Publikums zu befriedigen, das nicht mehr viel Sinn in den feierlichen klassizistischen Allegorien und den historischen und religiösen Werken früherer Perioden sah. Szenen des Alltags, häusliche Szenen, Volkskunst, malerische oder exotische Landschaften, Porträts, Stillleben und alle anderen zuvor als geringer angesehenen Genres verbreiteten sich. Gleichzeitig wurde die individuelle kreative Freiheit zu einem unverhandelbaren Banner für die neuen Generationen von Künstlern, und so begann sich das zu formen, was später als Modernismus bekannt wurde. Obwohl es in Brasilien viel länger dauerte, bis die Mittelschicht zu einem konsistenten Markt wurde, war der Trend derselbe, wie die Kritiken von Gonzaga Duque, Angelo Agostini und anderen brasilianischen Intellektuellen – verbunden mit dem aufkommenden Modernismus – an ein System, das sie bereits als überholt und kurz vor dem Aussterben betrachteten.
In diesem erneuerten, vielfältigen und dynamischen Kontext wurde das vielfältige akademische Werk von Weingärtner auf der brasilianischen Bühne konstruiert und hervorgehoben. Es behielt viele Aspekte des traditionellen Akademismus, insbesondere in technischer und stilistischer Hinsicht, bei, war jedoch thematisch und poetisch empfindlich für die neuen Wertvorstellungen. Die Tatsache, dass er während des Kaiserreichs von der Regierung gefördert wurde und persönlicher Freund von Pedro II war, öffnete ihm die Türen zum Markt von Rio de Janeiro, der Hauptstadt des Landes. Seine Freundschaften mit prominenten Persönlichkeiten der neuen Republik wie Joaquim Nabuco und Präsident Campos Sales trugen wesentlich zur Festigung seines Ansehens bei. Diese Situation änderte sich erst gegen Ende seines Lebens, als der Modernismus an Bedeutung gewann.

### Die italienische Landschaft
Weingärtner schätzte die Traditionen und war temperamentvoll indifferent gegenüber Experimenten. Die Wahl Roms als sein Zentrum für europäische Aktivitäten erklärt sich daraus, dass Italien größtenteils künstlerisch konservativ geworden war und seine Führungsrolle gegenüber Frankreich verlor, das zu dieser Zeit die Fortschritte in der internationalen Kunst anführte.610 In der Mitte des 19. Jahrhunderts standen die Italiener vor einer schwerwiegenden politischen, wirtschaftlichen und sozialen Krise. Die Bevölkerung verarmte, die Arbeitslosigkeit stieg, die landwirtschaftliche Produktion war desorganisiert und in einigen Regionen litt die untere Bevölkerungsschicht an Hunger, was zu einer großen Wanderung der Bevölkerung führte. Außerdem fand ein mühsamer Vereinigungsprozess inmitten von aufeinanderfolgenden Kriegen statt, während die Halbinsel zuvor ein Mosaik unabhängiger Königreiche war.4950 Vor diesem schwierigen Hintergrund wurde für viele Künstler die Rückkehr zu den glorreichen Zeiten der klassischen Antike auf der Suche nach Lösungen für die Dramen der Gegenwart zum einzigen möglichen Weg. Diese Gruppe reagierte hauptsächlich auf die Erwartungen einer Elite, die von Konflikten unberührt blieb und idealistische und bukolische Werke bevorzugte, die keine größeren Fragen aufwarfen. Weingärtner, der sich freiwillig dem traditionellen akademischen Programm anschloss, in dem das Erbe der Antike einen bedeutenden Stellenwert hatte, fand in diesen Themen einen günstigen Rahmen für die Darstellung einiger seiner eigenen Ambitionen. Wie Angelo Guido poetisch analysierte, erfüllten diese Gemälde seine Liebe zu einer ruhigen, freundlichen und geordneten Schönheit sowie seine lächelnde Lebensansicht:

„Und welche Umgebung könnte verlockender sein als die Roms, mit seinen ehrwürdigen Ruinen, die Jahrhunderte der Kunst hervorrufen, seinen alten Palästen und Gärten wie denen des Pincio und der Villa Borghese, den von Nymphen und Nereiden bewohnten Quellen, den historischen Hügeln, den berühmten romantischen Pinienwäldern, der Umgebung außerhalb der Mauern, die von Herden und Hirten der Verse von Vergil spricht, wo an jeder Ecke "wachsame und nachdenkliche Steinseelen" scheinen uns das Geheimnis einer erloschenen Schönheit, von im Laufe der Zeit verlorenen Geschichten und unzähligen verstummten Leben mitteilen zu wollen...“

Es ist erwähnenswert, dass auch seine Verbindung zur Künstlergruppe In Arte Libertas hervorsticht, die sich neben der Beschäftigung mit klassischen Themen auch für die italienische Landschaft und ihre volkstümlichen Aspekte interessierte. Werke wie 'Ernte in Anticoli', 'Unterbrochene Prozession', 'Das Porträt der Braut' und viele andere sind repräsentativ für seine Aufmerksamkeit für das Leben der ländlichen Bevölkerung und ihre malerischen Szenarien. Guido betrachtet es als eine Möglichkeit, dass diese gleiche Bindung an den Klassizismus, die in Paris begann, einer der Gründe gewesen sein könnte, warum er von Frankreich nach Italien zog, wo das Erbe des antiken Römischen Reiches überall sichtbar war. Die Franzosen selbst betrachteten Italien immer noch als eine unerschöpfliche Inspirationsquelle, so sehr, dass der höchste Preis der Pariser Akademie ein Stipendium für eine Weiterbildung in Rom war.
In Brasilien gewann auch das Thema der Antike Anhänger, da die Ausgrabungen und archäologischen Entdeckungen, die zu dieser Zeit in Pompeji und Herculaneum stattfanden, das Interesse vieler weckten. Mehrere brasilianische Künstler griffen das Thema auf, darunter Rodolfo Bernardelli, Henrique Bernardelli und Zeferino da Costa. Ein anderer, der sich damit beschäftigte, war der Niederländer Lawrence Alma-Tadema, den Weingärtner möglicherweise in Italien kennengelernt hat, da einige seiner Werke große Ähnlichkeit aufweisen. Außerdem ermöglichte die Erhaltung dieser Städte mit ihren Häusern, Märkten und Werkstätten dem Publikum, tiefer in das Alltagsleben des durchschnittlichen Römers einzutauchen, während bis dahin hauptsächlich die großen öffentlichen Monumente bekannt waren, die mehr über das politische, religiöse und künstlerische Leben des Reiches aussagten. Weingärtner selbst besuchte die Städte und malte mehrere Leinwände, die direkt von der lokalen Szene inspiriert waren.

„Somit ist Weingärtner in einem ebenfalls nationalen Trend verwurzelt: der Leidenschaft für Pompeji. Die Möglichkeit, seine Straßen durch Kunst wieder mit Leben zu erfüllen, fand auch in Brasilien Anhänger. Und wir sprechen nicht nur von Künstlern, denn obwohl die Werke größtenteils in Italien entstanden, richteten sie sich an das brasilianische Publikum, wurden versendet, um auf öffentlichen Ausstellungen präsentiert zu werden, wo sie bewundert und von Privatpersonen erworben werden konnten.“

### Der Kontext von Rio Grande do Sul
Weingärtner blühte in einer Zeit bedeutender Veränderungen in Rio Grande do Sul auf. Ein Modernisierungsprozess in der Gesellschaft und der Wirtschaft begann, und es entstand eine wohlhabende bürgerliche Klasse, die begann, die Künste mit wachsendem Interesse zu pflegen. Nach den Schwierigkeiten und Einschränkungen während des Farrapos-Krieges (1835–1845) erlebte Porto Alegre, die Hauptstadt, eine schnelle Erholung: Im Jahr 1858 wurde ein luxuriöses Opernhaus, das Teatro São Pedro, eröffnet; literarische Abende wurden populär; 1868 wurde der Partenon Literary Society gegründet, der die ersten Intellektuellen und Pädagogen des Staates von echtem Verdienst vereinte, wie Luciana de Abreu, Antônio Vale Caldre Fião, Múcio Teixeira, Apolinário Porto-Alegre und Carlos von Koseritz; und 1875 öffnete der erste Kunstsalon.
Im Einklang mit dem Trend der zweiten Hälfte des 19. Jahrhunderts, als der brasilianische Akademismus seinen Höhepunkt erreichte, fand die lokale Bourgeoisie in dieser Schule ihr künstlerisches Ideal. Doch in den 1870er Jahren, als Weingärtner nach Europa ging, hatte Porto Alegre nur etwa vierzigtausend Einwohner – in vielerlei Hinsicht war es immer noch eine provinzielle Stadt – und der Kunstmarkt begann gerade erst, sich zu formen. In der Malerei zeichnete sich die Szene durch Dilettantismus aus, abgesehen von den wegweisenden Werken von Antônio Cândido de Menezes aus Rio Grande do Sul, der an der Kaiserlichen Akademie der Schönen Künste ausgebildet wurde, und einigen gut vorbereiteten eingeladenen Künstlern wie Delfim da Câmara, Bernardo Grasseli und Francisco Viriato de Freitas, die ebenfalls Unterricht gaben.
Der Fortschritt wurde zu Beginn des 20. Jahrhunderts durch ein wichtiges Programm öffentlicher Arbeiten und die städtische Neugestaltung in der Hauptstadt beschleunigt, angeregt durch die Verbreitung der positivistischen Philosophie, die von der Regierung übernommen wurde. So konnte im Jahr 1908 mit staatlicher Unterstützung schließlich die erste Akademie gegründet werden – das Instituto Livre de Belas Artes – obwohl ihre Anfänge sehr bescheiden waren und zunächst nur Musik- und Zeichenkurse angeboten wurden. Der Malunterricht begann erst ab 1936 regelmäßig.
Die kunstkonsumierende Elite und insbesondere die breite Öffentlichkeit blieben künstlerisch gesehen ziemlich konservativ und ignorierten die Neuheiten, die im Zentrum des Landes auftauchten. Sie bevorzugten akademische Werke, weshalb der Maler während seiner gesamten Karriere eine so positive Resonanz von seinen Landsleuten erfuhr. Auf der anderen Seite war der Kunstmarkt der Stadt zu Beginn des 20. Jahrhunderts noch sehr klein b und konnte seine umfangreiche Produktion nicht aufnehmen, was auch vom Kunstkritiker Olinto de Oliveira bedauert wurde, einem seiner größten Unterstützer. Er beschuldigte auch die Bevölkerung, eine allzu provinzielle Mentalität zu haben, um seine wahre Größe anzuerkennen. Trotz der Kritik befand sich Weingärtner in einer sehr privilegierten Position in der Aufmerksamkeit der Bewohner von Porto Alegre, und obwohl er dort außer für Porträts nicht viel verkaufte und lange Zeit abwesend war, präsentierte er regelmäßig verschiedene Werke zur Ausstellung. Seine Darstellung regionalistischer Themen passte perfekt in ein ideologisches Programm der Regierung, das darauf abzielte, das Bild des Gaucho und des Einwanderers als Identitätssymbole des Staates zu festigen, wobei er einer der Ersten war, der solche Themen bearbeitete.
Jedoch brachte ihm seine frühere Verbindung zum imperialen Regime gelegentlich Probleme in der Republik ein, wie Círio Simon bemerkt. Es ist bemerkenswert, dass er nach seiner endgültigen Ansiedlung in Porto Alegre nicht in die Lehrerschaft des Instituto Livre berufen wurde. Der Maler war jedoch keiner politischen Ideologie zugehörig. So scheute er nicht davor zurück, den charismatischen positivistischen Präsidenten des Staates, Júlio de Castilhos, zu porträtieren und Szenen der föderalistischen Revolution zu malen. Es ist auch bezeichnend für die Widersprüche seines Umfelds, dass das gleiche Institut eines seiner Werke für die sich entwickelnde Pinakothek erwarb, zu einem hohen Preis von zwei Millionen Réis, die von der Regierung bezahlt wurden, und dass der Direktor der Kunstschule des Instituts, Libindo Ferrás, ihn einlud, an den Abschlussbewertungen der Schüler teilzunehmen.